# تييري سابين
تييري سابين (بالفرنسية: Thierry Sabine)‏ هو متسابق دراجات نارية فرنسي، ولد في 13 يونيو 1949 في نويي-سور-سين في فرنسا، وتوفي في 14 يناير 1986 في Gourma-Rharous ‏ في مالي.

## وصلات خارجية
- تييري سابين على موقع IMDb (الإنجليزية)
- تييري سابين على موقع قاعدة بيانات الفيلم (الإنجليزية)